# Ron Newman
Ron Newman (Fareham, 19 gennaio 1936 – Tampa, 27 agosto 2018) è stato un calciatore e allenatore di calcio inglese.
Nel 1992 è entrato nella National Soccer Hall of Fame per i suoi meriti sportivi, nel 1997 nel famedio calcistico della Georgia e nel 2006 è stato inserito nella Walk of Fame nei pressi del Toyota Stadium di Frisco (Texas).

## Carriera

### Calciatore
Newman, dopo l'esordio coi dilettanti del Woking, si trasferì fra i professionisti dove giocò cob il Portsmouth, l'Orient, il Crystal Palace e il Gillingham. Nel 1967 Newman si trasferì negli Stati Uniti d'America per giocare nella neonata NPSL I con la maglia degli Atlanta Chiefs (dei quali fu MVP nel 1967), a parte una parentesi nel 1967 al Washington Britannica, impegnato nell'ASL. Nel 1968 venne acquistato dai Dallas Tornado, con cui dal 1969 svolse il doppio compito di allenatore-giocatore sino al 1971, vincendo il titolo NASL nella stagione 1971.
Nelle vittoriose finali del 1971 Newman, pur non essendo mai sceso in campo nella stagione regolamentare, giocò per i Tornado, subentrando dalla panchina, nella gara di andata del 12 settembre contro i georgiani dell'Atlanta Chiefs, conclusasi con la sconfitta per 2-1. Sempre nel 1971 portò alla vittoria i Tornado del primo campionato indoor della NASL.
Nel 1979 tornò a calcare brevemente i campi, giocando un incontro contro il Ft. Lauderdale Strikers, che allenava.

### Allenatore
Dopo sette anni sulla panchina dei Tornado, nel 1976, si trasferì nella American Soccer League (ASL) per guidare i Los Angeles Skyhawks alla conquista del titolo. Newman è l'unico allenatore ad aver vinto entrambi i campionati NASL e ASL. Newman fece adottare alla ASL un nuovo punteggio, chiamato per l'appunto "Newman System", che fu recepito dalla NASL (5 punti per una vittoria, 2 punti per un pareggio, e 1 punto per ogni gol fino ad un massimo di 3 per partita).
L'anno seguente tornò nella NASL, per guidare i Fort Lauderdale Strikers sino al 1979.
Nella stagione 1980 diviene l'allenatore dei Miami Americans, franchigia dell'American Soccer League, venendo poi sostituito da Brian Tiler.
Nel luglio 1980 Newman divenne l'allenatore dei San Diego Sockers, squadra nella quale rimase per 13 anni, consacrandosi come uno dei più vincenti allenatori del calcio indoor.  Infatti, a partire dalla stagione 1981/82 San Diego vinse 10 campionati in 11 stagioni nelle due leghe indoor (NASL e MISL I), perdendo solo una semifinale nel 1986-1987 contro i Tacoma Stars. I meriti di Newman in quest'impresa furono notevoli, in particolare per quanto riguarda le sue innovazioni tattiche, fra cui la creazione di nuovi ruoli come il sesto attaccante.
Dopo l'addio ai Sockers Newman passò ai Kansas City Wizards nella Major League Soccer, coi quali rimase dal 1996 al 1999 vincendo il titolo della Western Division nel 1997. Al termine della stagione 1999 Newman si ritirò dall'attività con un record personale di 753 partite vinte, 296 pareggiate e solo 27 perse.

## Palmarès

### Giocatore
- Campionato inglese di quarta divisione: 1

Gillingham: 1963-1964
- Campionato NASL: 2

Atlanta Chiefs: 1968
Dallas Tornado: 1971

### Allenatore
- Campionato NASL: 1

Dallas Tornado: 1971
- NASL Indoor: 3

Dallas Tornado: 1971.
San Diego Sockers: 1981-82, 1983-84
- Campionati nordamericani (MISL I) Indoor: 8

San Diego Sockers: 1983, 1985, 1986, 1988, 1989, 1990, 1991, 1992